# Lymnas acroleuca
Lymnas acroleuca är en fjärilsart som beskrevs av Felder 1869. Lymnas acroleuca ingår i släktet Lymnas och familjen Riodinidae. Inga underarter finns listade i Catalogue of Life.